# 无锡恒隆广场
31°34′35″N 120°17′34″E / 31.5763524°N 120.29270°E

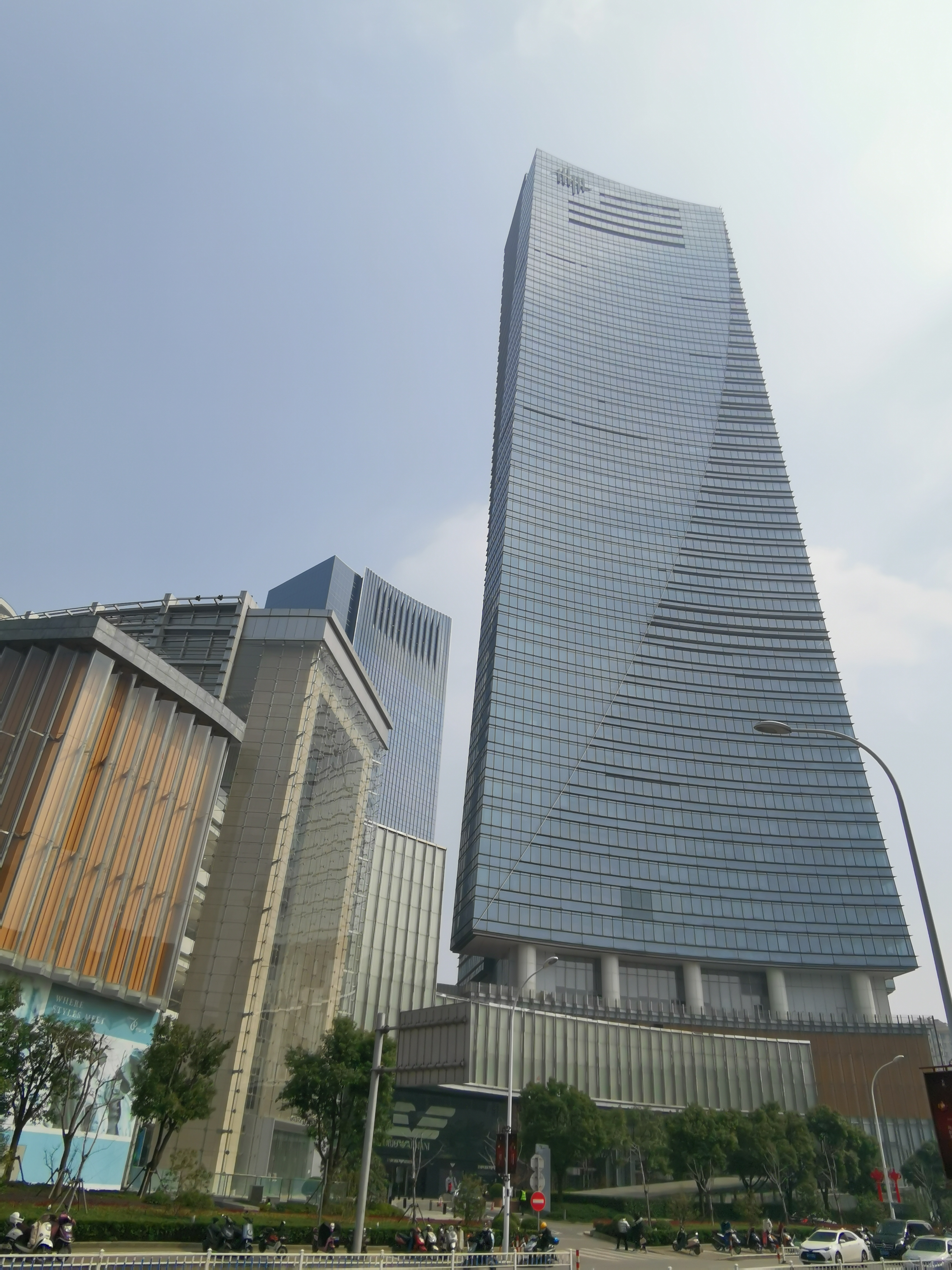
无锡恒隆广场

无锡恒隆广场（英語：Center 66），位于中华人民共和国江苏省无锡市梁溪区人民路，是恒隆集团在无锡投资的一个高端商业综合体；无锡恒隆亦是恒隆集团在中国大陆投资的商业综合体中除上海两座恒隆广场之外，商场销售额与人气聚集度最高的恒隆广场。

## 历史
2009年11月18日，恒隆广场正式破土动工，位于崇安区（现梁溪区）东大街地块。广场是无锡市引进的重要服务项目，总投资35亿元人民币，工程包括六层购物中心和两座50层的写字楼，占地面积25.5万平方米。2013年9月16日正式开业，由恒隆地产董事长陈启宗和董事总经理陈南禄主持开幕典礼。
目前无锡恒隆集中了包括Hermes、Louis Vuitton、Gucci、Bvlgari、Cartier、Tiffany、Rolex、Vacheron Constantin、Breguet、Blancpain等等一批世界知名时尚品牌珠宝腕表专卖店。2023年，无锡恒隆年销售额超过50亿人民币。

## 图库

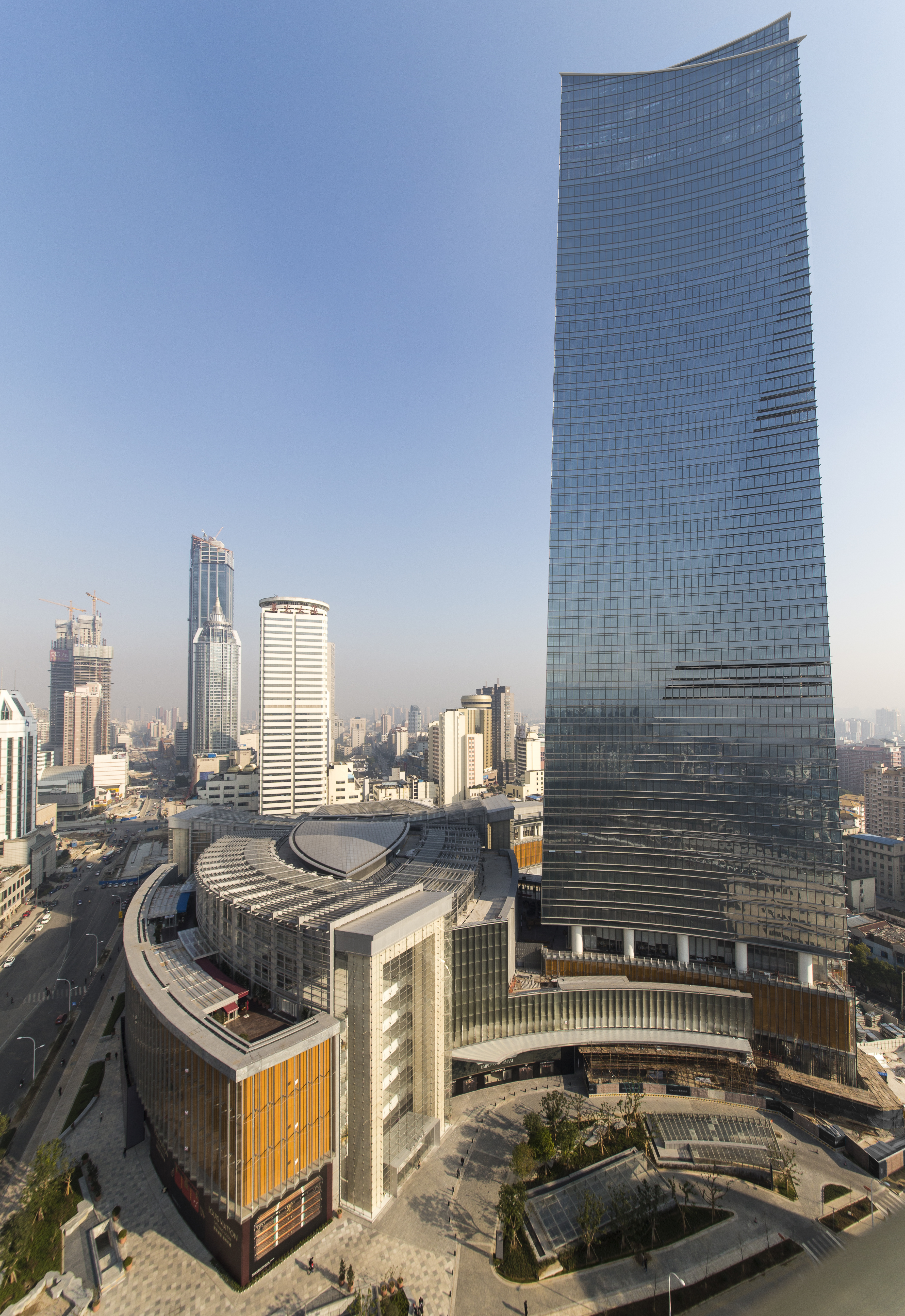
恒隆广场外景
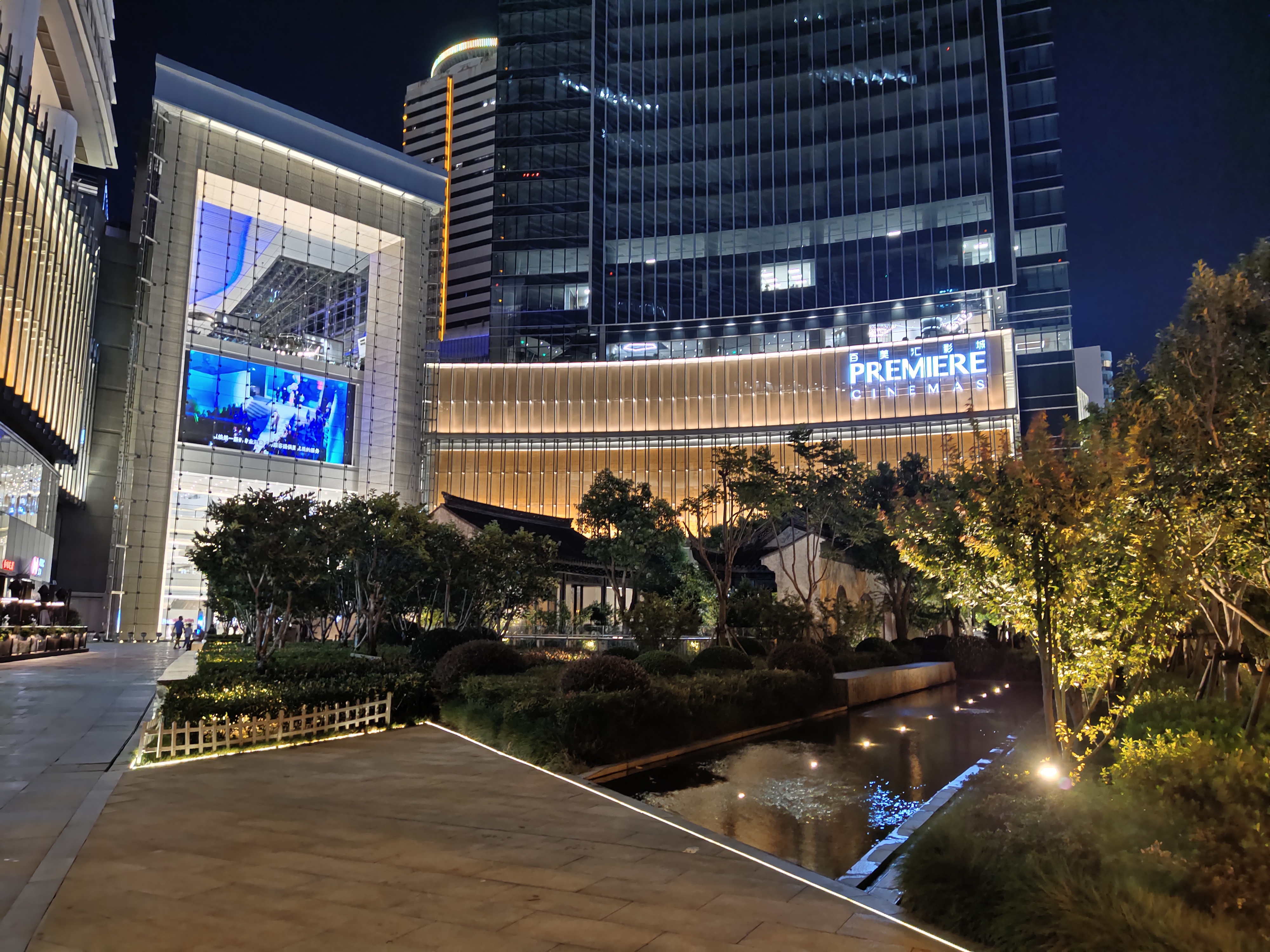
恒隆南门
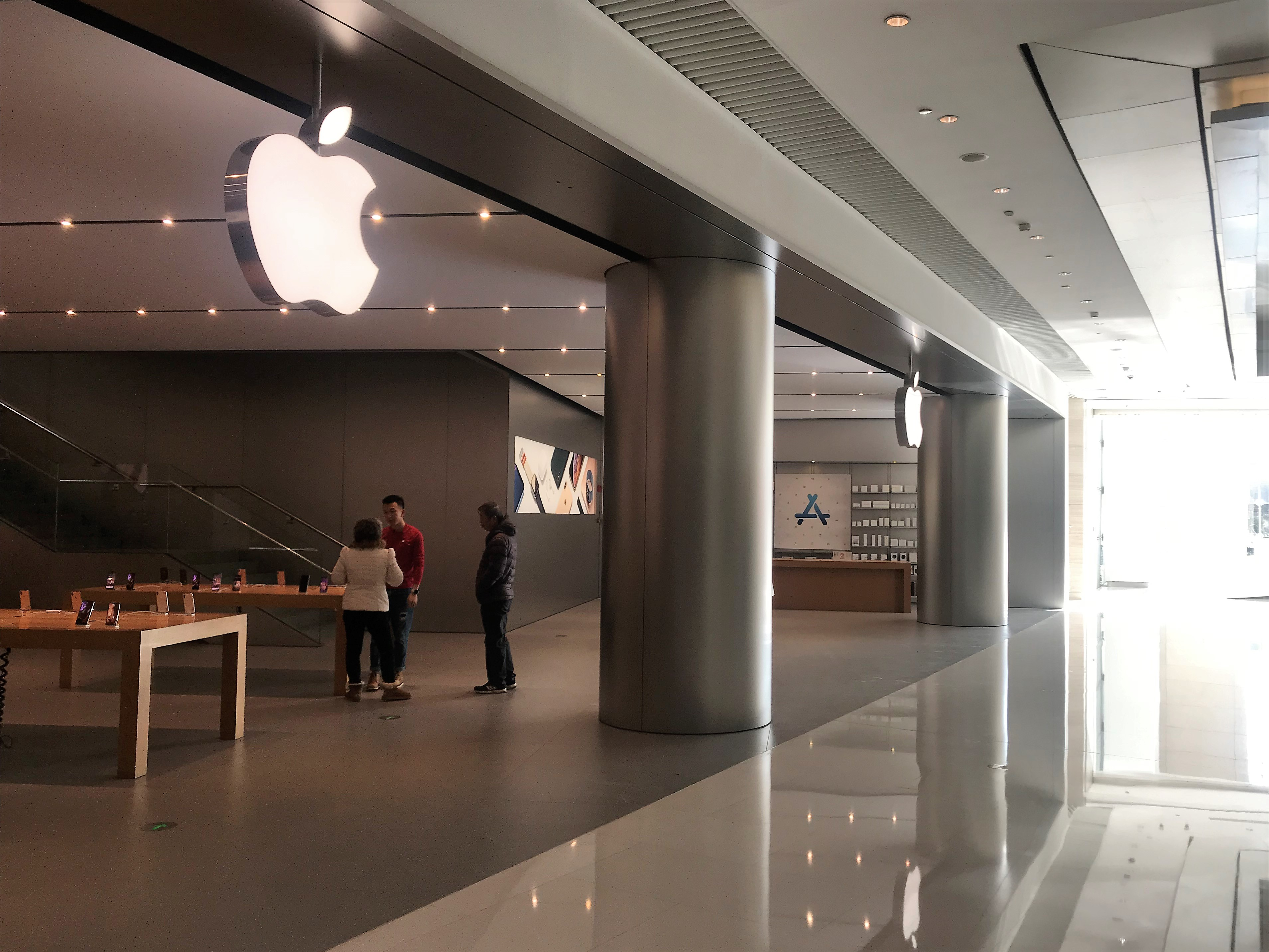
恒隆广场内的苹果专卖店
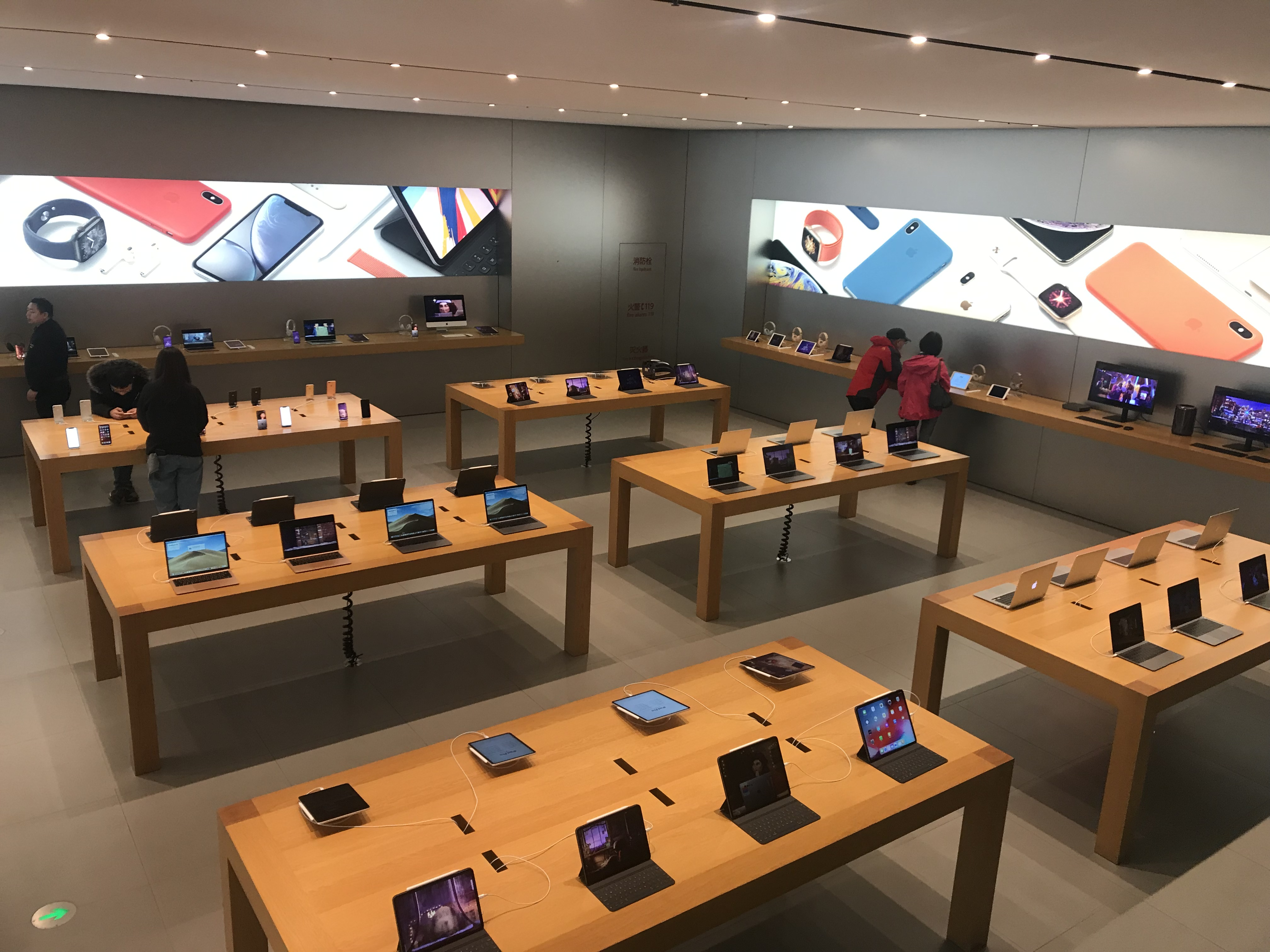
恒隆广场内的苹果专卖店
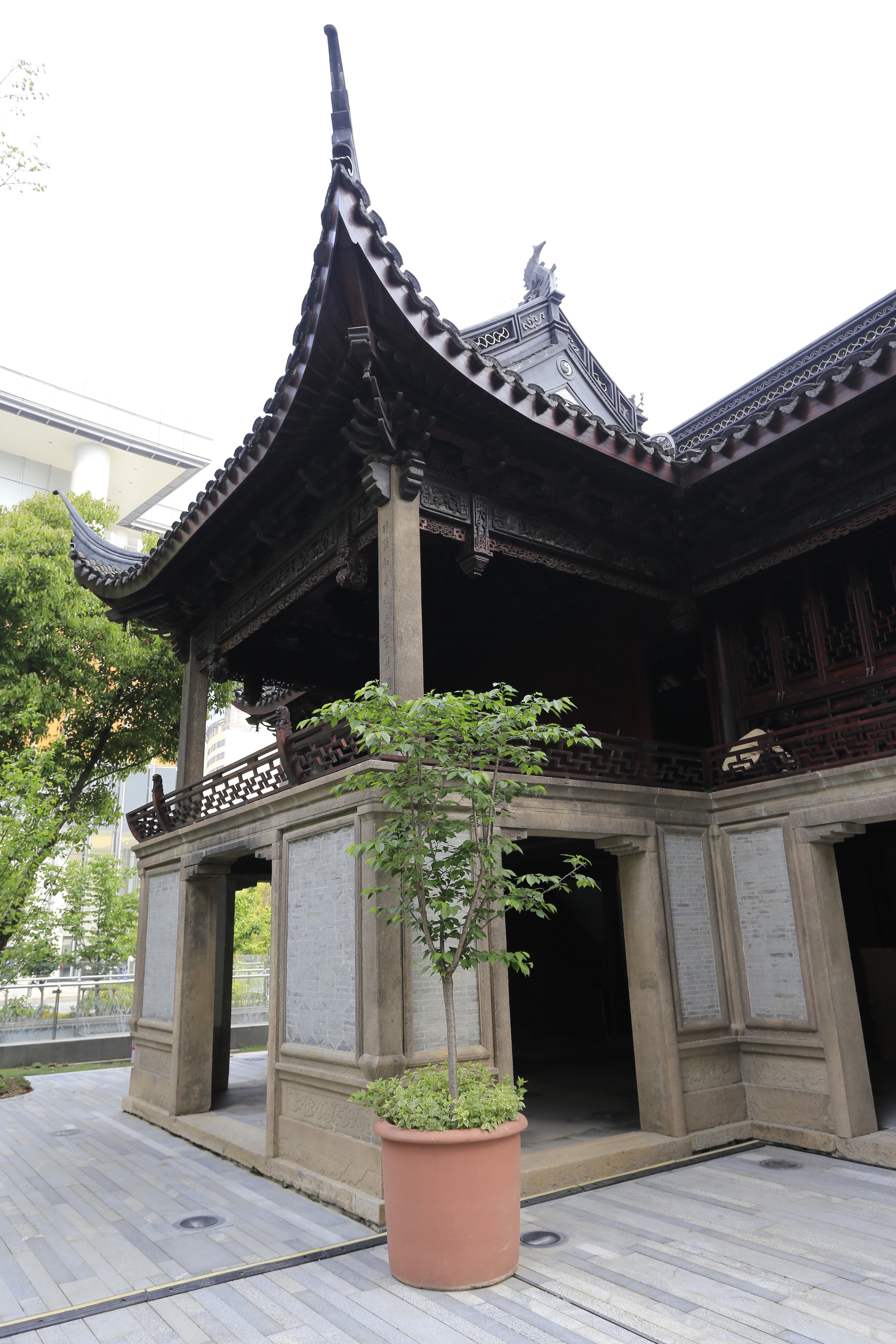
恒隆广场后的城隍庙侧面
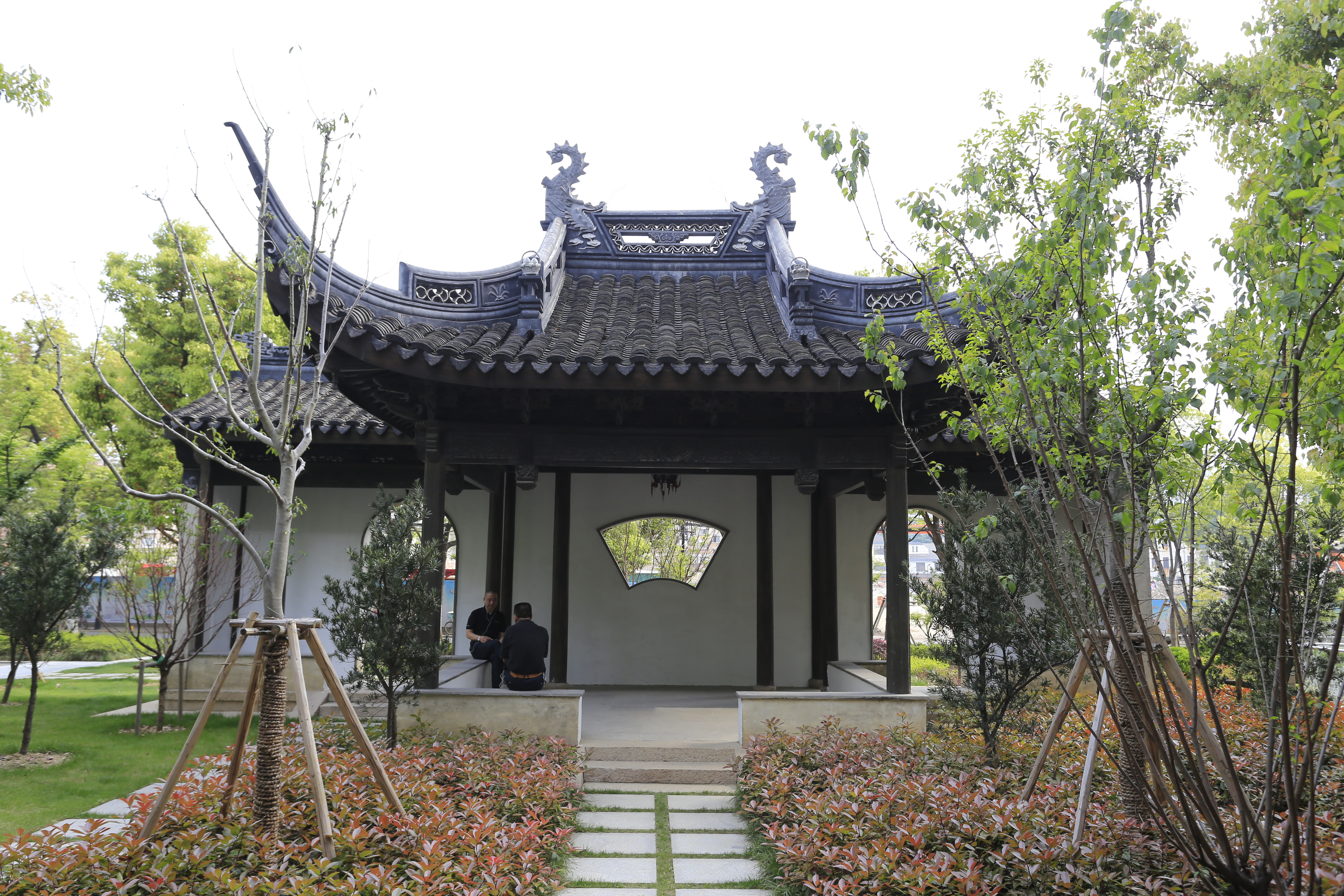
恒隆广场后的城隍庙正面